# Liste der italienischen Botschafter in Spanien

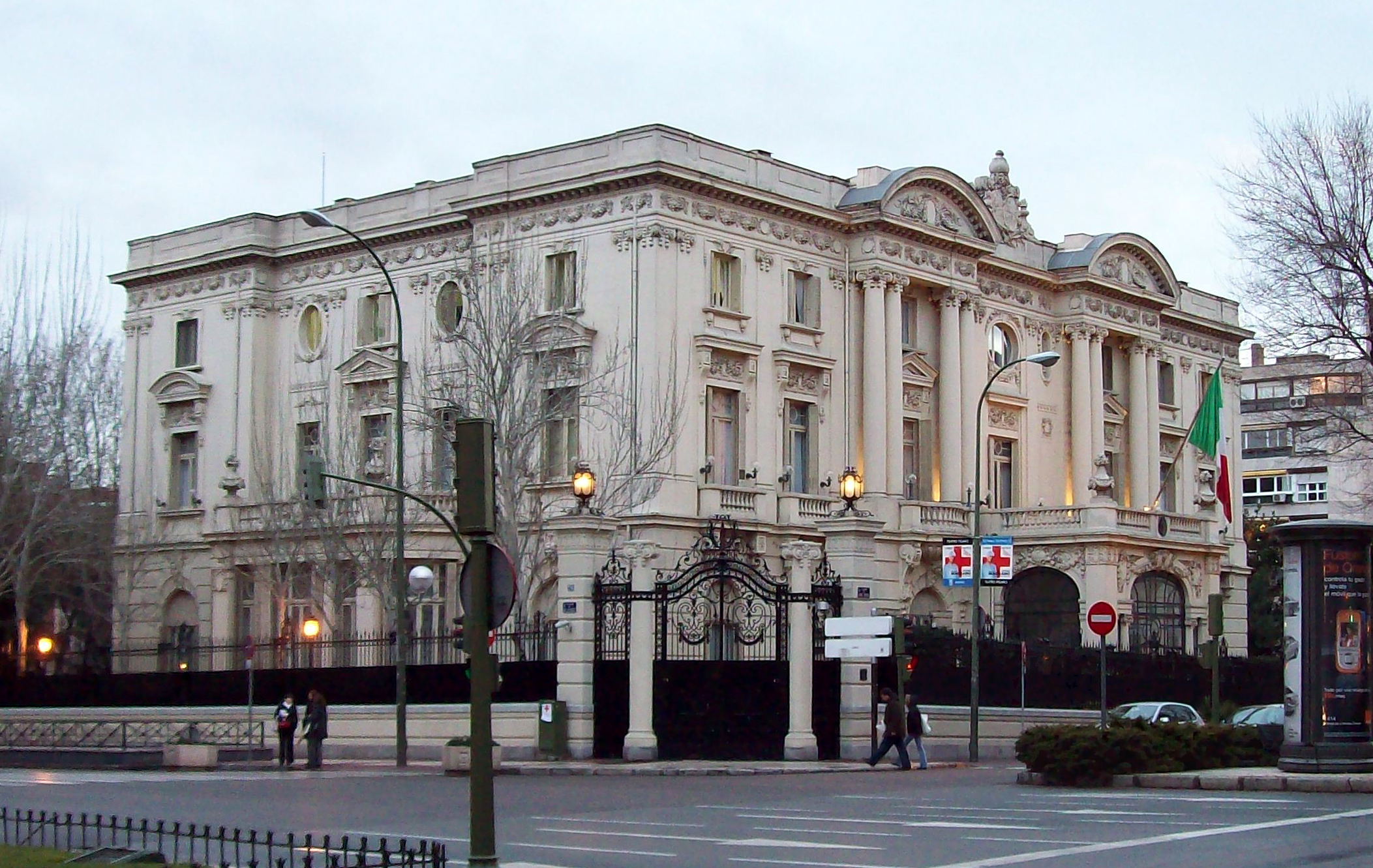
Palacio de Amboage, die italienische Botschaft in Madrid, Blick von Nordosten.

Liste der italienischen Botschafter in Spanien.

## Missionschefs
| Ernennung/Akkreditierung | Name                                               | Bemerkungen | ernannt von               | akkreditiert während der Regierung von | Posten verlassen |
| ------------------------ | -------------------------------------------------- | --- | ------------------------- | -------------------------------------- | ---------------- |
| 5. Mai 1856              | Giovanni Pietro Romualdo Tecco                     | Ministre plénipotentiaire (* 1802 auf Sardinien; † 1867) Gesandter des Königreichs Sardinien, führte 1848 in Konstantinopel Verhandlungen mit dem Persischen Gesandten; Orientalist | Viktor Emanuel II.        | Isabella II.                           |                  |
| 15. Nov. 1861            | Carlos Alberto Cavalchini Garofoli                 | Geschäftsträger, 1875 Gesandter in Sao Paulo | Bettino Ricasoli          | Isabella II.                           |                  |
| 26. Juli 1865            | Andrea Tagliacarne                                 | Ministre plénipotentiaire | Alfonso La Marmora        | Isabella II.                           |                  |
| 22. Dez. 1865            | Filippo di Bella Caracciolo                        | Ministre plénipotentiaire | Alfonso La Marmora        | Isabella II.                           |                  |
| 10. Aug. 1867            | Luigi Corti                                        | Ministre plénipotentiaire (* 24. Oktober 1823 in Gambarana in Lomellina; † 1888), studierte an der Universität Pavia Mathematik; war Senator del Regno | Urbano Rattazzi           | Isabella II.                           |                  |
| 5. Juli 1869             | Marcello Cerruti                                   | Ministre plénipotentiaire (* 1807 in Genua; † 12. März 1896) | Urbano Rattazzi           | Francisco Serrano Domínguez            |                  |
| 27. Okt. 1870            | Alberto Blanc                                      | Ministre plénipotentiaire | Urbano Rattazzi           | Amadeus I.                             |                  |
| 28. Mai 1871             | Giulio Camillo De Barral de Monteauvrand           | Ministre plénipotentiaire, 1867 Botschafter in Wien | Urbano Rattazzi           | Amadeus I.                             |                  |
| 13. Mai 1875             | Giuseppe Greppi                                    | Ministre plénipotentiaire | Marco Minghetti           | Alfons XII.                            |                  |
| 31. Dez. 1883            | Alberto Blanc                                      | Ministre plénipotentiaire | Agostino Depretis         | Alfons XII.                            |                  |
| 3. Feb. 1887             | Carlo Alberto Maffei di Boglio                     | Ministre plénipotentiaire (* 1834 in Turin; † 1897 in Sankt Petersburg), war Generalsekretär des Außenministeriums, war Gesandter in Athen, Brüssel und Sankt Petersburg. | Francesco Crispi          | Alfons XIII.                           |                  |
| 5. Jan. 1888             | Giuseppe Tornielli-Brusati di Vergano              | (* 12. Februar 1836; † 1908 in Paris) Sohn von Eugenio Ciamberlano, Senator des Königreichs Italien, 1879–1887 Gesandter in Bukarest, 1888 stimmte Italien einem Österreichisch-Ungarisch-Rumänischen Pakt von 1883 (Dreimächtepakt) zu, den Giuseppe Tornielli-Brusati di Vergano ablehnte, 1889–1895 Ambassador in London, 1895–1908 Botschafter in Paris | Francesco Crispi          | Alfons XIII.                           |                  |
| 7. Nov. 1889             | Carlo Alberto Maffei di Boglio                     | (* 1834 in Turin; † 1897) | Francesco Crispi          | Alfons XIII.                           |                  |
| 15. Sep. 1895            | Francesco de Renzis                                | (* 1836 in Capua; † 1900 in Auteuil, Paris) | Francesco Crispi          | Alfons XIII.                           |                  |
| 4. Sep. 1898             | Luigi Avogadro di Collobiano Arborio               | (* 1843 in Turin; † 1917) | Luigi Pelloux             | Alfons XIII.                           |                  |
| 11. Feb. 1904            | Giulio Silvestrelli                                | | Giovanni Giolitti         | Alfons XIII.                           |                  |
| 12. Juni 1910            | Lelio Bonin Longare                                | (* 12. Juli 1859 in Montecchio Precalcino; † 1934 in Rom), studierte an der Universität Padua bis 1880, trat 1896 in den auswärtigen Dienst, war in Wien, Paris beschäftigt | Luigi Luzzatti            | Alfons XIII.                           |                  |
| 23. Nov. 1917            | Andrea Carlotti di Riparbella                      | | Vittorio Emanuele Orlando | Alfons XIII.                           |                  |
| 31. Aug. 1919            | Carlo Fasciotti                                    | (* 28. Dezember 1870 in Udine; † 7. August 1958 in Rom) | Francesco Saverio Nitti   | Alfons XIII.                           |                  |
| 10. Nov. 1922            | Raniero Paulucci di Calboli                        | (* März 1861 in Rom; † 1931) | Benito Mussolini          | Alfons XIII.                           |                  |
| 10. Feb. 1927            | Giuseppe Medici                                    | | Benito Mussolini          | Alfons XIII.                           |                  |
| 29. Jan. 1931            | Ercole Durini di Monza                             | | Benito Mussolini          | Niceto Alcalá Zamora                   |                  |
| 25. Aug. 1932            | Raffaele Guariglia                                 | (* 1889 in Neapel; † 1970), Gesandter in Buenos Aires, Paris; ab 25. Juli 1943 Außenminister im ersten Kabinett von Pietro Badoglio | Benito Mussolini          | Niceto Alcalá Zamora                   |                  |
| 26. Juli 1935            | Orazio Pedrazzi                                    | (* 11. August 1889 Travo; † 6. Oktober 1962 in Florenz) | Benito Mussolini          | Niceto Alcalá Zamora                   |                  |
| 30. Nov. 1936            | Filippo De Ciutiis di Santa Patrizia               | Geschäftsträger in Burgos | Benito Mussolini          | Manuel Azaña                           |                  |
| 18. Feb. 1937            | Roberto Cantalupo                                  | | Benito Mussolini          | Francisco Franco                       | Apr. 1937        |
| 1. Juli 1937             | Guido Viola di Campalto                            | | Benito Mussolini          | Francisco Franco                       |                  |
| 14. Aug. 1939            | Gastone Gambara                                    | | Benito Mussolini          | Francisco Franco                       |                  |
| 16. Juli 1940            | Francesco Lequio di Assaba                         | (* 2. März 1892 in Rom; † 11. Januar 1943 ebenda) | Benito Mussolini          | Francisco Franco                       |                  |
| 12. Feb. 1943            | Giacomo Paolucci di Calboli                        | | Pietro Badoglio           | Francisco Franco                       |                  |
| 12. Okt. 1944            | Tommaso Gallarati Scotti                           | | Pietro Badoglio           | Francisco Franco                       |                  |
| Okt. 1947                | Benedetto Capomazza di Campolattaro                | Geschäftsträger (* 1903 in Neapel; † Juli 1991 in Rom) | Ferruccio Parri           | Francisco Franco                       |                  |
| 1. März 1948             | Francesco Paolo Vanni d’Archirafi                  | Geschäftsträger | Ferruccio Parri           | Francisco Franco                       |                  |
| 1. Feb. 1951             | Francesco Maria Taliani de Marchio                 | | Ferruccio Parri           | Francisco Franco                       |                  |
| 30. Apr. 1954            | Alberto Rossi Longhi                               | | Amintore Fanfani          | Francisco Franco                       |                  |
| 22. Jan. 1955            | Giulio del Balzo di Presenzano                     | (* 28. November 1903 in La Spezia), Sohn von Giuseppina Malvini Malvezzi di S. Candida und Gioacchino del Balzo di Presenzano, Doktor der Wirtschaftswissenschaften; trat 1927 in den auswärtigen Dienst, wurde 1929–1937 in London, anschließend 1946–1948 in Budapest, Paris, Washington, D.C., beim Heiligen Stuhl beschäftigt.                          | Antonio Segni             | Francisco Franco                       |                  |
| 25. Juli 1958            | Pellegrino Ghigi                                   | | Amintore Fanfani          | Francisco Franco                       |                  |
| 5. Mai 1961              | Cristoforo Fracassi Ratti Mentone di Torre Rossano | | Fernando Tambroni         | Francisco Franco                       |                  |
| 2. Nov. 1964             | Francesco Silj di S. Andrea d’Ussita               | | Giovanni Leone            | Francisco Franco                       |                  |
| 6. Juli 1967             | Francesco Cavalletti di Oliveto Sabino             | | Giovanni Leone            | Francisco Franco                       |                  |
| 24. März 1969            | Carlo Marchiori                                    | | Giovanni Leone            | Francisco Franco                       |                  |
| 29. Jan. 1973            | Ettore Staderini                                   | | Mariano Rumor             | Luis Carrero Blanco                    |                  |
| 23. Nov. 1978            | Raffaele Marras                                    | | Giulio Andreotti          | Adolfo Suárez                          |                  |
| 30. Jan. 1984            | Raniero Vanni d’Archirafi                          | | Bettino Craxi             | Felipe González                        |                  |
| 12. Jan. 1988            | Federico di Roberto                                | | Ciriaco De Mita           | Felipe González                        |                  |
| 16. Jan. 1990            | Antonio Ciarrapico                                 | | Giulio Andreotti          | Felipe González                        |                  |
| 20. Feb. 1995            | Raniero Vanni d’Archirafi                          | | Lamberto Dini             | Felipe González                        |                  |
| 3. Sep. 1998             | Paolo Pucci di Benisichi                           | | Massimo D’Alema           | José María Aznar                       |                  |
| 9. Sep. 2002             | Amedeo de Franchis                                 | | Silvio Berlusconi         | José María Aznar                       |                  |
| 13. Sep. 2006            | Pasquale Terracciano                               | | Romano Prodi              | José Luis Rodríguez Zapatero           |                  |
| 21. Juli 2010            | Leonardo Visconti di Modrone                       | | Silvio Berlusconi         | José Luis Rodríguez Zapatero           |                  |
| 2. Jan. 2013             | Pietro Sebastiani                                  | |                           |                                        |                  |
| 21. März 2016            | Stefano Sannino                                    | |                           |                                        |                  |
| 11. Mai 2020             | Riccardo Guariglia                                 | |                           |                                        |                  |

## Gesandte italienischer Staaten vor 1861

### Venezianische Gesandte
- 1579–1586: Federico Badoer